# Šogolj
Šogolj (em cirílico: Шогољ) é uma vila da Sérvia localizada na cidade de Kruševac, pertencente ao distrito de Rasina, na região de Rasina. A sua população era de 152 habitantes segundo o censo de 2011.

## Demografia
| 1948 | 1953 | 1961 | 1971 | 1981 | 1991 | 2002 | 2011 |
| ---- | ---- | ---- | ---- | ---- | ---- | ---- | ---- |
| 233  | 248  | 225  | 210  | 205  | 188  | 166  | 152  |